# Comuna Derjanivka, Nosivka
Derjanivka (în ucraineană Держанівка) este o comună în raionul Nosivka, regiunea Cernihiv, Ucraina, formată din satele Adamivka, Derjanivka (reședința) și Vedmedivka.

## Demografie
Componența lingvistică a comunei Derjanivka
     Ucraineană (98,29%)
     Rusă (1,55%)
     Alte limbi (0,16%)
Conform recensământului din 2001, majoritatea populației comunei Derjanivka era vorbitoare de ucraineană (98,29%), existând în minoritate și vorbitori de rusă (1,55%).